# Serra do Tepequém
A serra do Tepequém é um acidente geográfico localizado no município brasileiro de Amajari, estado de Roraima. Situa-se a 210 km da capital, Boa Vista, e apresenta atrativos como o platô da serra do Tepequém, que chega a 1.022m de altitude. A economia baseia-se no turismo e no artesanato.

## Etimologia
Acredita-se que o termo Tepequém provenha das palavras indígenas tupã e quem, que significam "Deus do fogo" ou "fogo de Deus".

## Características
A área conta com alguma urbanização. No passado a energia elétrica era fornecida por meio de um gerador que só funcionava das 7 às 21 horas, hoje há um maior e com funcionamento 24 horas. Uma estrada de asfalto vai até a Vila do Paiva, principal povoação da serra. Existem atualmente quatro restaurantes que servem café da manhã, almoço e jantar, além de várias pousadas e áreas de camping na subida da serra (Estância Ecológica do SESC) e na própria Vila do Paiva.
O local é propício para atividades como trekking, ciclismo ecológico, rapel, banhos de cachoeiras, observação de aves diurnas e noturnas, trilhas de moto e automóvel 4x4, observação da flora local, como orquídeas de várias cores e tamanhos, animais e insetos, bem como exploração de grutas, entre outras atividades.
Durante oito décadas a serra foi muito modificada devido à intensa e descontrolada exploração de diamantes, cujo período áureo fom nas décadas de 40 e 50, embora tenha começado oficialmente por volta de 1936. A cachoeira do Funil é um exemplo de paisagem que sofreu inúmeras explosões de dinamites feitas por garimpeiros. Recentemente, a aplicação de leis ambientais mais rigorosas e o advento do turismo estão reavivando a preservação e o potencial da área.

## Atrativos turísticos
- Cachoeira Barata
- Cachoeira da Laje Preta
- Cachoeira da Laje Verde
- Cachoeira do Funil
- Cachoeira do Paiva
- Cachoeira do Sobral
- Caminho da Pedra-Sabão[nota 1]
- Enseada da Anta[nota 2]
- Grutas subterrâneas
- Paraíso das Araras
- Platô de Tepequém
- Vila do Cabo Sobral[nota 3]

## Galeria

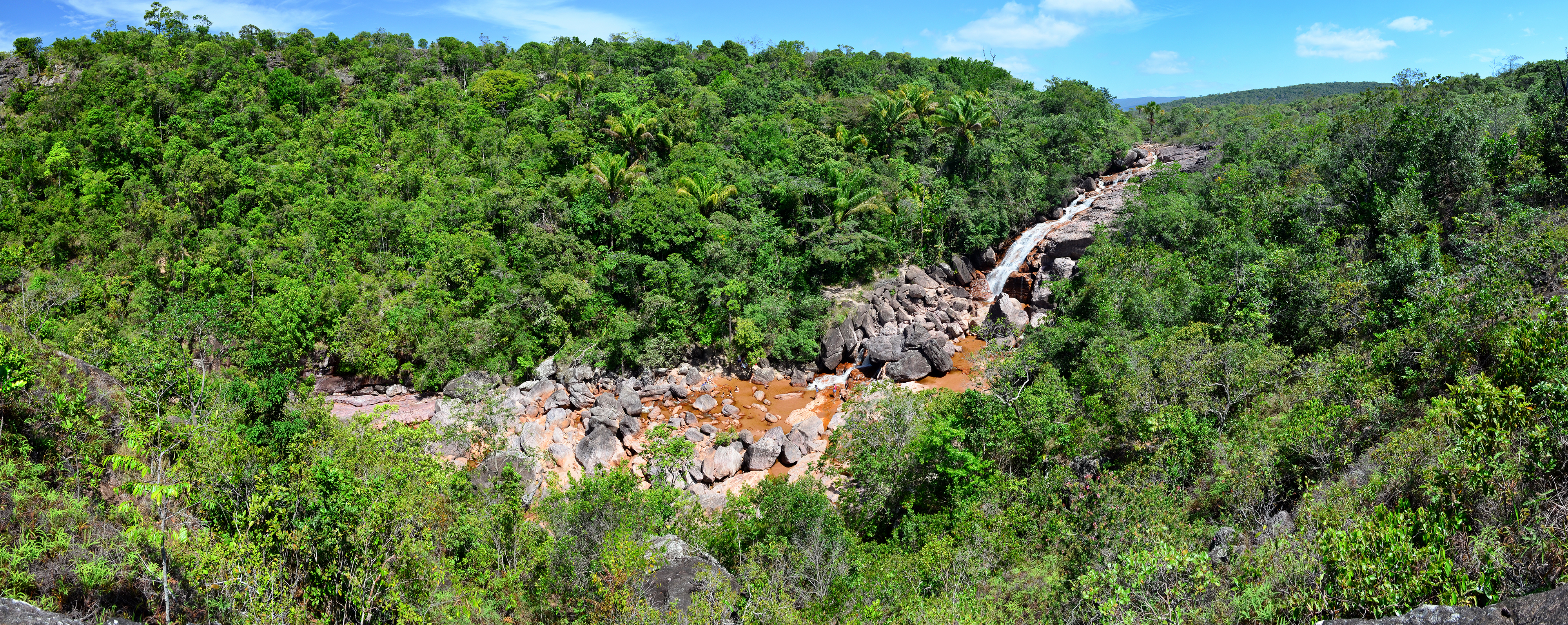
Cachoeira do Paiva